# 梅洛 (松德里奥省)
梅洛（義大利語：Mello）是意大利伦巴第大区松德里奧省的市镇。面积为11平方公里，2018年人口数量为985人。